# Wieżowiec

Burdż Chalifa w Dubaju (ZEA), najwyższy na świecie budynek i najwyższa konstrukcja wzniesiona przez człowieka

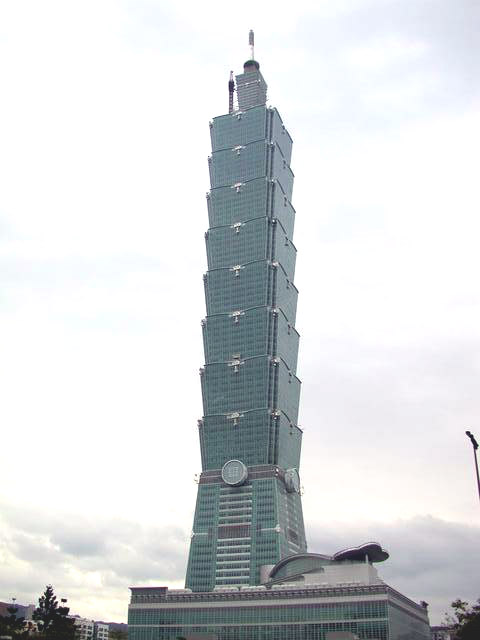
Taipei 101, od 2004 do 2009 najwyższy budynek świata (w Tajpej na Tajwanie)

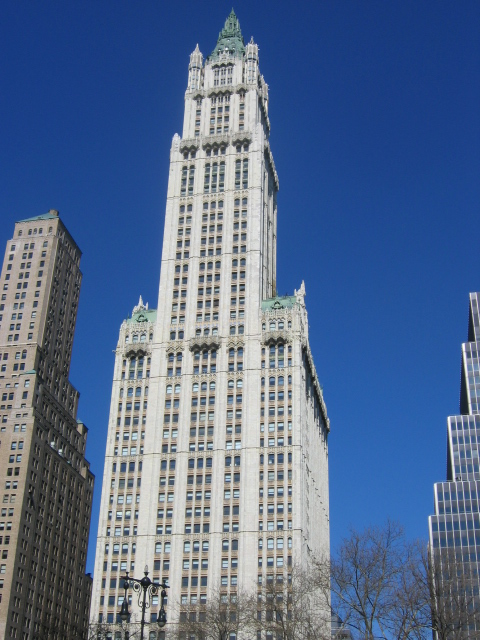
Woolworth Building, wieżowiec wzniesiony w stylu neogotyckim

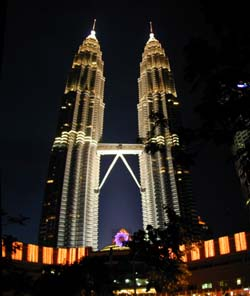
Petronas Towers, najwyższe budynki świata w latach 1998–2004, najwyższe bliźniacze wieże świata

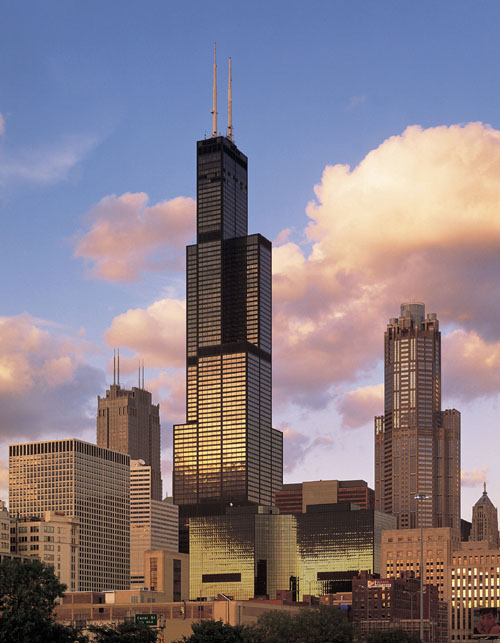
Willis Tower w Chicago

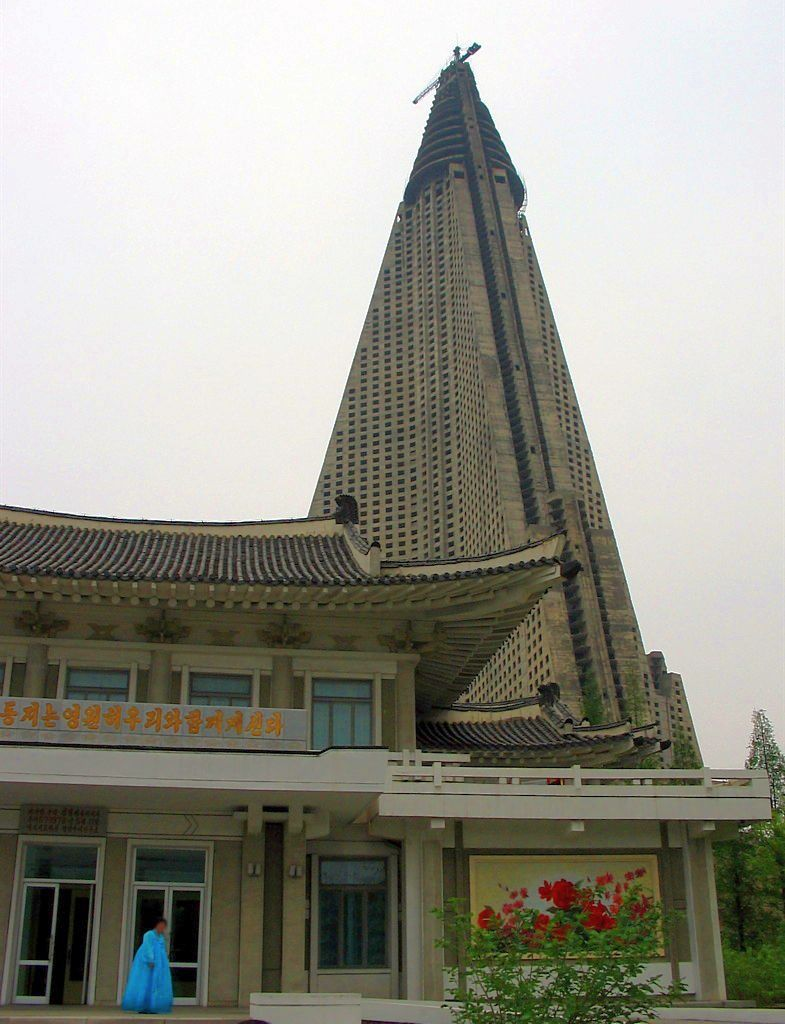
Hotel Ryugyŏng w Pjongjangu (Korea Północna), najwyższy na świecie niedokończony budynek

Wieżowiec (potocznie drapacz chmur) – kilkunasto- lub kilkudziesięciokondygnacyjny budynek mieszkalny lub biurowy  o stalowej konstrukcji szkieletowej.
Wprawdzie nie istnieją oficjalne regulacje, ale na sklasyfikowanie budynku jako wieżowca wpływają (oprócz wysokości) kształt, wygląd, lokalizacja i obecność innych budynków. W Stanach Zjednoczonych istnieje niepisana reguła, według której za wieżowiec uznawany jest budynek o wysokości przekraczającej 150 metrów. W innych rejonach świata niższy budynek również może zostać uznany za drapacz chmur, zwłaszcza jeśli dominuje nad otoczeniem. Wieżowce przekraczające 300 m (1000 stóp) są czasami nazywane superwysokimi. Wieżowca nie powinno mylić się z nieco ogólniej sformułowanym terminem wysokościowiec. Według definicji Emporis wysokościowiec to budynek mający przynajmniej 35 m (115 stóp) wysokości, podzielony regularnie na piętra. Wszystkie wieżowce są wysokościowcami, lecz tylko najwyższe wysokościowce są wieżowcami. Pierwsze wieżowce powstały w latach 80. XIX wieku w Chicago i Nowym Jorku.
Określenie „drapacz chmur” (pierwotnie był to żeglarski termin oznaczający wysoki maszt lub żagiel) przylgnęło do wysokich budynków pod koniec XIX wieku jako wyraz publicznego zachwytu nad potężnymi konstrukcjami wznoszonymi w tamtych czasach w Chicago i Nowym Jorku. Formalnie wieżowce określono później w oparciu o wynalazki w dziedzinie inżynierii budowlanej dokonane w latach 80. XIX wieku, które umożliwiły budowę wysokich wielopiętrowych budowli. Według technicznej definicji drapacz chmur bazował na stalowym szkielecie, jako przeciwieństwie konstrukcji wznoszonych za pomocą technik murarskich, które wyczerpały swoje możliwości w 1891, wraz z powstaniem Monadnock Building. Filadelfijski ratusz, powstały w 1901, do dziś pozostaje najwyższym budynkiem wzniesionym przy użyciu tej technologii. Rama stalowa, stopniowo udoskonalana, zwiększała swoje możliwości wspierania konstrukcji budynków, po wzniesieniu przy jej użyciu kilku obiektów w Chicago i Nowym Jorku rozwinęła się na tyle, by samodzielnie utrzymywać budynek. Obecnie jednak wiele najwyższych wieżowców powstaje w mniejszej lub większej części z żelbetu.
W 2024 roku na świecie istniało 236 wieżowców o wysokości ponad 300 metrów.

## Zastosowanie
W wieżowcach najczęściej znajdują się siedziby wielkich przedsiębiorstw, powierzchnie biurowe i użytkowe wynajmowane mniejszym przedsiębiorstwom lub instytucjom, obiekty usługowo-handlowe, mieszkalne, hotele, centra kongresowe, rozrywki i wiele innych. Budowa wieżowca pokazuje siłę przedsiębiorstwa i wpływa korzystnie na jego wizerunek. Często wieżowce służą jako punkty orientacyjne, niekiedy na wyższych piętrach znajdują się kawiarnie lub restauracje oraz punkty widokowe. Oświetlone w nocy, są niejednokrotnie ozdobami miast.

## Historia

### Początki
Wynalazkami kluczowymi dla powstania nowoczesnych wieżowców były stal, szkło, żelbet, wydajne pompy wodne oraz windy. Przed nadejściem XIX wieku budynki wyższe niż sześciopiętrowe należały do rzadkości. Wielka liczba schodów była niepraktyczna dla mieszkańców, problemy sprawiało też uzyskanie ciśnienia niezbędnego do wyniesienia wody na wysokość większą niż 15 m. Mimo problemów sanitarnych wysokie budynki mieszkalne powstawały w niektórych miejscach nawet w XVI wieku. Wczesnymi konstrukcjami były romańskie i gotyckie wieże mieszkalne w Bolonii lub zabudowa miasta Szibam w Jemenie. Przykładowo w Edynburgu (Szkocja) mur obronny wytyczał ściśle granice miasta. Z powodu ograniczonej powierzchni domy stawały się wyższe, powszechnymi były 11-piętrowe, a zdarzały się nawet 14-piętrowe. Wiele z tych kamiennych budowli dotrwało do naszych czasów i można je zobaczyć na edynburskiej starówce, zwłaszcza w pobliżu Royal Mile.

### Flaxmill i rama stalowa
Najstarszą konstrukcją wykorzystującą nowoczesną stalową ramę jest Flaxmill w Shrewsbury (Wielka Brytania). Wzniesiony w 1797, zwany jest „dziadkiem wszystkich wieżowców”. Przy jego budowie użyto ogniotrwałej kombinacji żeliwnych kolumn i belek umieszczonych w jego szkielecie. Udoskonalone formy tej konstrukcji pozwalały później wznosić nowoczesne wieżowce. Obecnie zabytek ten jest opuszczony i wymaga sporych nakładów, aby mógł dalej istnieć. 31 marca 2005 ogłoszono, że English Heritage kupi Flaxmill, by mógł odzyskać dawną świetność.

### Szkielet chicagowski
Pierwszym nowoczesnym wieżowcem, chociaż jego wysokość nie jest obecnie uważana za szczególnie imponującą, był 10-piętrowy Home Insurance Building w Chicago, wybudowany w latach 1884–1885. Jego architekt, William Le Baron Jenney, opracował dla niego pierwszą w historii ramę nośną. W budynku tym stalowa konstrukcja brała na siebie część ciężaru ścian (wcześniej to one same musiały utrzymywać budynek). Wynalazek ten doprowadził do powstania sposobu wznoszenia znanego jako „szkielet chicagowski”.

### Europa
Największy udział w początkowym okresie rozwoju wieżowców miała Wielka Brytania. Pierwszym obiektem na świecie, który można by uznać za wieżowiec, był ówcześnie największy hotel świata, Grand Midland Hotel, znany obecnie jako St. Pancras Chambers (Londyn), o wysokości 82 m, wzniesiony w 1873. 12-piętrowy Shell Mex House, zbudowany w Londynie rok po ukończeniu Home Insurance Building, pobił nowojorską konstrukcję zarówno pod względem wysokości, jak i liczby pięter.
Londyńscy budowniczowie zostali jednak szybko ograniczeni niechęcią królowej Wiktorii do podobnych przedsięwzięć, tendencja ta utrzymała się, z małymi wyjątkami, do lat 50. XX wieku. 
Troska o estetykę i bezpieczeństwo pożarowe ograniczyła budowanie wieżowców w pierwszej połowie XX wieku również w kontynentalnej Europie.
Na ziemiach polskich, w 1908 roku wybudowano w Warszawie mierzący 58 metrów budynek PAST-y (pierwotnie należący do szwedzkiego Towarzystwa Akcyjnego Telefonów „Cedergren”). W momencie powstania był on najwyższym budynkiem Imperium Rosyjskiego oraz najwyższym budynkiem mieszkalnym w Europie. Od 1934 roku najwyższym budynkiem w Polsce, i jednym z wyższych w Europie, był warszawski wieżowiec Prudential o wysokości 66 metrów. Niewiele ustępował mu ukończony także w 1934 roku i zbudowany w Katowicach Drapacz Chmur, o wysokości 62 metrów. Prudential do 1955 (wybudowania Pałacu Kultury i Nauki w Warszawie) był najwyższym budynkiem Polski oraz jednym z najwyższych w Europie. Pałac Kultury i Nauki w momencie otwarcia był drugim pod względem wysokości budynkiem Europy po Moskiewskim Uniwersytecie Państwowym.

### Rywalizacja o najwyższy budynek
Po wczesnym okresie rywalizacji z Chicago o wyższy budynek, Nowy Jork objął prowadzenie wraz z ukończeniem American Surety Building. Projektanci z Chicago, ograniczeni prawem pozwalającym wznosić obiekty co najwyżej 40-piętrowe, musieli ustąpić, na długo pozostawiając Nowemu Jorkowi zaszczyt posiadania najwyższego budynku na świecie. Nowojorscy przedsiębiorcy rozpoczęli około 1920 wewnętrzną rywalizację, wznosili coraz wyższe wieżowce, chcąc mieć dla siebie tytuł najwyższego budynku świata, kulminacja wyścigu nastąpiła na początku lat 30., kiedy to w odstępie nieco ponad roku ukończono 40 Wall Street, Chrysler Building oraz Empire State Building, kolejno odbierające sobie tytuł. Empire State Building pozostał najwyższym budynkiem świata przez 40 lat, stając się najbardziej znanym wieżowcem na Ziemi. Począwszy od lat 30. wieżowce zaczęto wznosić również w Ameryce Łacińskiej (São Paulo, Buenos Aires, Meksyk) i Azji (Szanghaj i Hongkong). Tuż po II wojnie światowej w ZSRR zaplanowano wzniesienie ośmiu potężnych wieżowców; ostatecznie powstało siedem z nich. Również reszta Europy zaczęła powoli przekonywać się do drapaczy chmur, poczynając od Hiszpanii w latach 50. Na przełomie lat 50. i 60. wieżowce zaczęły powstawać w Afryce, na Bliskim Wschodzie i w Oceanii (głównie Australii).

### Nowy Jork, Hongkong, Tokio i Chicago
Obecnie, mimo zniszczenia World Trade Center i stosunkowo powolnego tempa powstawania nowych budynków, żadne miasto na świecie nie posiada większej liczby ukończonych pojedynczych wolnostojących wieżowców o wysokości przekraczającej 152 m (500 stóp) niż Nowy Jork – jest ich tam 185.
Hongkong ma ich najwięcej – 188, jeśli osobno liczyć wieże wznoszące się ze wspólnej podstawy i stanowiące różne budynki dopiero po kilku piętrach (Emporis liczy właśnie w ten sposób). Gdyby kompleksy wieżowców Hongkongu liczyć jako pojedyncze, w mieście znajdowałoby się ich 116. Liczba ta jednak ustawicznie się zwiększa, wiele znajduje się w fazie budowy w związku z przedłużającym się boomem budowlanym w tym mieście.
W Tokio pierwsze drapacze chmur pojawiły się na przełomie lat 60. i 70. XX wieku, kiedy ze względu na niepohamowaną migrację ludności ze wsi do miast i rozwój wielkich aglomeracji, zrewidowano prawo budowlane zabraniające wznoszenia budowli powyżej 31 metrów wysokości. Japońscy urbaniści, architekci i konstruktorzy zaufali obliczeniom komputera Hitac 5020 i przeforsowali konieczność wznoszenia takich wieżowców, które opierałyby się wszelakim drganiom skorupy ziemskiej. Dziś w Tokio znajduje się ponad 100 budynków, których wysokość przekracza 152 m, a w budowie jest kilkanaście kolejnych. Tokio ze względu na uwarunkowania historyczne i geograficzne, nie posiada jednego ścisłego centrum, dlatego drapacze chmur rozrzucone są niemal po całym obszarze metropolii tworząc niekiedy gęste skupiska wysokościowców wokół największych w mieście dworców kolejowych i centrów biznesowych, a niekiedy pojedynczo dominują nad niską zabudową mieszkaniową.
Panorama Chicago – miasta, w którym wymyślono wieżowce – nie mogła rosnąć, dopóki w 1960 nie rozluźniono przepisów prawa budowlanego. Przez następne 15 lat powstało tam wiele wieżowców, z 442-metrowym Sears Tower na czele; obecnie znajduje się tam 87 budynków powyżej 152 m. Od 2000 roku wzniesiono tam co najmniej 40 budynków o 50 lub więcej piętrach.
Panoramy Chicago, Hongkongu i Nowego Jorku są uważane przez niektórych za „wielką trójkę panoram miejskich świata”.

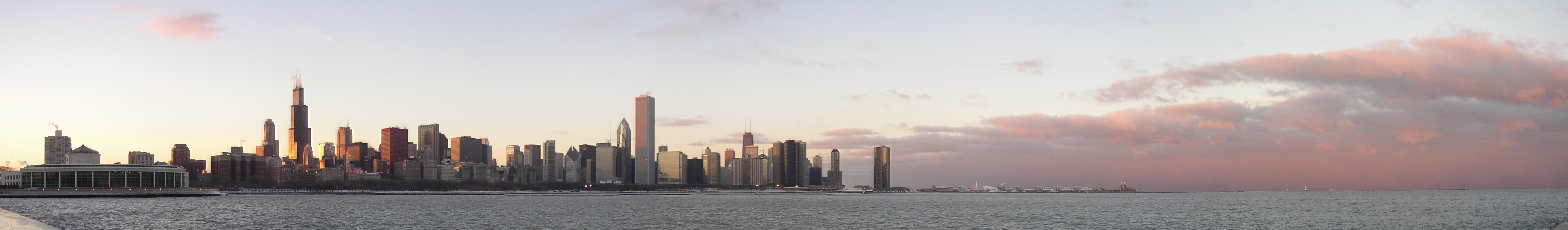
Panorama Chicago z jeziora Michigan

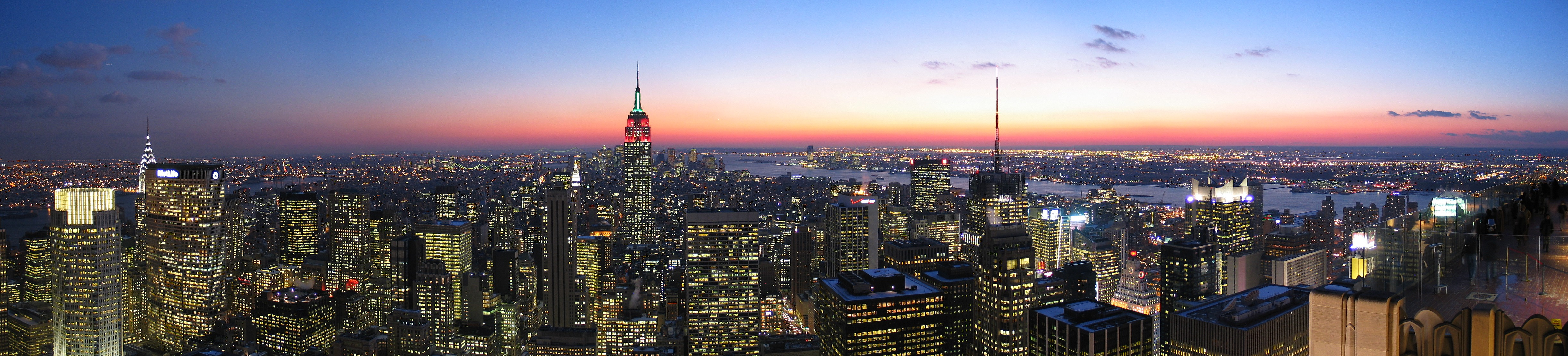
Nowy Jork z platformy widokowej Rockefeller Center

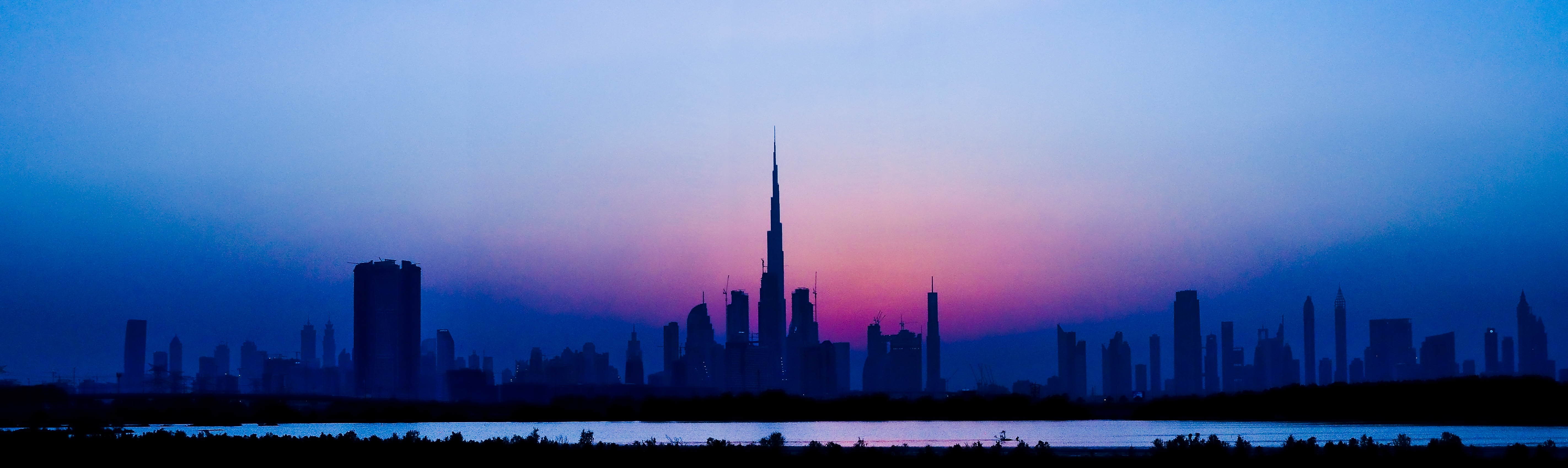
Burdż Chalifa, najwyższy budynek świata na tle innych drapaczy chmur w Dubaju

## Chronologiczna lista najwyższych wieżowców

Zestawienie sylwetek najwyższych budynków świata

| Nazwa                                     | Miasto       | Państwo                      | Wysokość | Liczba kondygnacji | Lata jako najwyższy budynek   |
| ----------------------------------------- | ------------ | ---------------------------- | -------- | ------------------ | ----------------------------- |
| Ratusz w Filadelfii                       | Filadelfia   | Stany Zjednoczone            | 167 m    | 10                 | 1901–1908                     |
| Singer Building                           | Nowy Jork    | Stany Zjednoczone            | 187 m    | 47                 | 1908–1909                     |
| Metropolitan Life Insurance Company Tower | Nowy Jork    | Stany Zjednoczone            | 213 m    | 50                 | 1909–1913                     |
| Woolworth Building                        | Nowy Jork    | Stany Zjednoczone            | 241 m    | 57                 | 1913–1930                     |
| 40 Wall Street                            | Nowy Jork    | Stany Zjednoczone            | 282,5 m  | 70                 | od kwietnia do maja 1930 roku |
| Chrysler Building                         | Nowy Jork    | Stany Zjednoczone            | 319 m    | 77                 | 1930–1931                     |
| Empire State Building                     | Nowy Jork    | Stany Zjednoczone            | 443 m    | 102                | 1931–1972                     |
| World Trade Center                        | Nowy Jork    | Stany Zjednoczone            | 526 m    | 110                | 1972–1973                     |
| Sears Tower                               | Chicago      | Stany Zjednoczone            | 527 m    | 110                | 1973–1998                     |
| Petronas Towers                           | Kuala Lumpur | Malezja                      | 452 m    | 88                 | 1998–2004                     |
| Taipei 101                                | Tajpej       | Republika Chińska            | 509 m    | 101                | 2004–2009                     |
| Burdż Chalifa                             | Dubaj        | Zjednoczone Emiraty Arabskie | 828 m    | 206                | od 2009                       |